# Greg Evans (Comiczeichner)

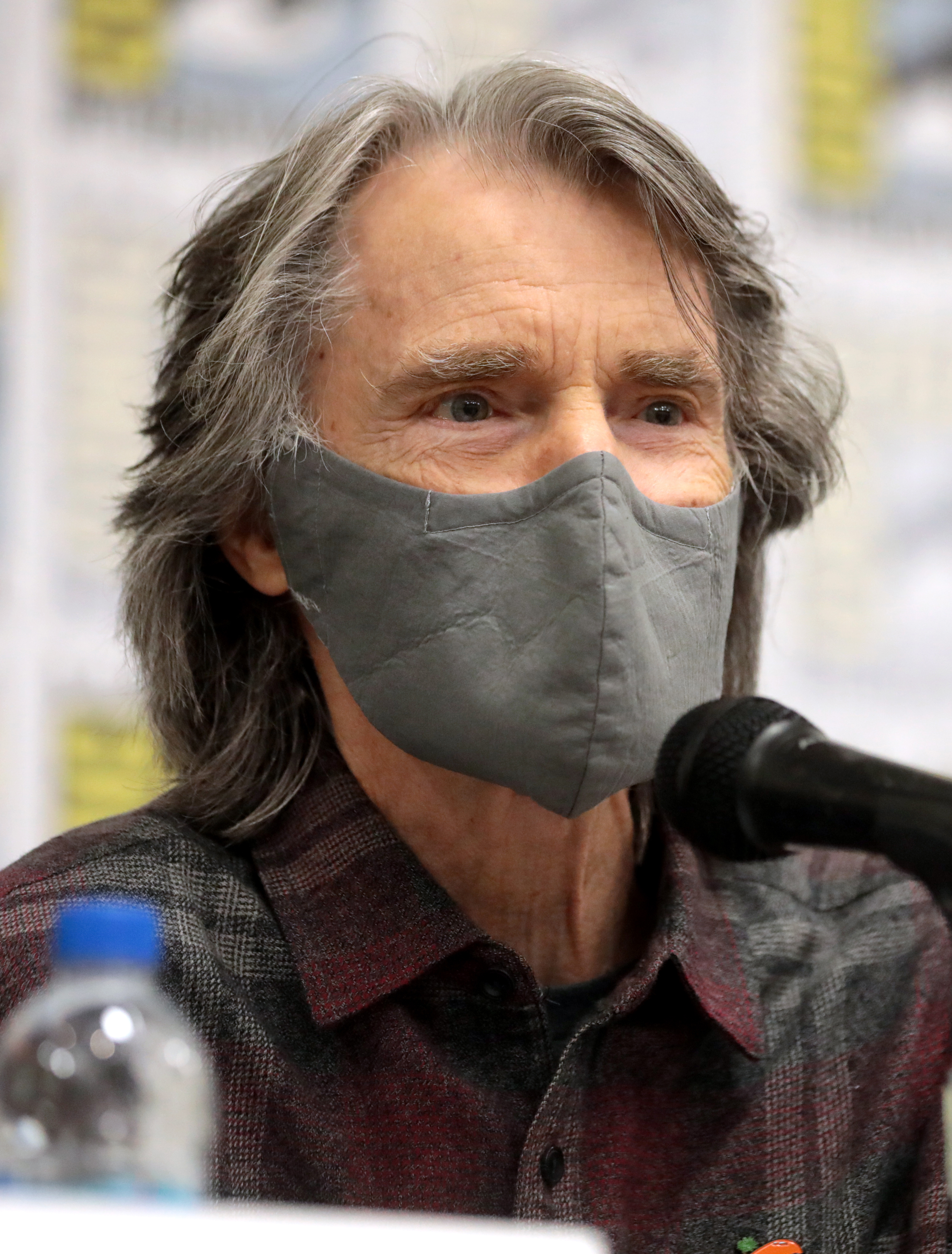
Greg Evans, 2021

Greg Evans (* 13. November 1947 in Los Angeles, Kalifornien) ist ein US-amerikanischer Comiczeichner.
Seit 1986 ist Evans Zeichner und Texter des Zeitungs-Comic-Strip Luann, der sich um die Schülerin Luann DeGroot, ihre Liebesbeziehungen, Freunde und Familie dreht. Die Figur Luann machte dabei in den vielen Jahren ihres Erscheinens öfters eine optische Veränderung durch. In den USA sind bereits 22 Bücher um den blonden Teenager erschienen.
Greg Evans lebt in San Diego, Kalifornien.

## Preise & Auszeichnungen (Auswahl)
- 2003: Reuben Award für Luann